# Bedemølle
Bedemølle er et vigtigt element forbundet med bøn i tibetansk buddhisme. Bedemøller kan have meget forskellig udformning, men altid med mulighed for at blive drejet rundt. I templerne er der placeret store møller, som betjenes af munke, mens mindre møller bliver brugt til personlige bønner. Selve møllen er bemalet med mantraer, og indeni ligger der en skriftrulle som ligeledes er fyldt med mantraer. Når møllen drejes bliver alle mantraerne "fremsagt".